# يو إس إس سان خوان (سي إل-54)
يو إس إس سان خوان (سي إل-54) كان طراد خفيف من فئة أتلانتا بني لصالح البحرية الأمريكية، أخذ اسمه من مدينة سان خوان، بورتوريكو.